# 후사인 (차가타이 한국)
후사인은 1360년부터 1369년까지 차가타이 한국의 카라운부를 다스렸던 아미르였다. 티무르의 처남이었던 것으로 유명하다.

## 생애
1358년, 카라운부의 아미르이자 실질적인 차가타이 한국의 지배자였던 압둘라(Abdullah)가 솔더스부(Suldus tribe)의 부얀 솔더스(Buyan Suldus)와 발라스부(Barlas tribe)의 하지 벡(Hajji Beg)에 의해 쫓겨나자 후사인 역시 다른 곳으로 망명했다.
2년 후인 1360년, 모굴리스탄 한국의 투글루그 티무르가 트란속시아나(現 우즈베키스탄 지역)를 정복하자 트란속시아나로 돌아와 발라스부의 새로운 아미르 티무르와 동맹을 맺고 솔더스부의 부얀 솔더스를 격파했다. 패한 부얀 솔더스는 자신의 영토를 포기하고 도망쳤다. 부얀 솔더스가 도망친 뒤 후사인은 차가타이 한국에서의 종주권을 주장했다.
1년 뒤 1361년, 투글루그 티무르가 트란속시아나를 침입하자 이에 맞서 싸웠으나 패하여 도망쳤다. 하지만 투글루그 티무르가 부얀 솔더스를 비롯한 여러 아미르들을 처형한 뒤 자신의 아들 일리아스 호자를 남겨두고 떠나자 자신의 영토로 복귀하였다. 2년 뒤인 1363년엔 발라스부의 티무르와 동맹을 맺고 일리아스 호자를 쫓아내는 데 성공했다. 일리아스 호자는 2년 뒤인 1365년에 다시 트란속시아나를 침입했지만 트란속시아나를 장악하는 데 실패하고 소득없이 철수하였다.
모굴리스탄의 칸에게서 완전히 벗어난 후사인은 트란속시아나에 대한 지배권을 장악하고 아딜 술탄(Adil Sultan)과 카불 샤(Khabul Shah)같은 명목상의 칸들을 옹립하여 자신의 지배를 공고히 했다. 하지만 이 때부터 오랜 동맹자였던 발라스부의 티무르와 사이가 틀어졌고 결국 1369년에 티무르에 의해 암살당하고 말았다.

## 같이 보기
- 티무르
- 차가타이 한국